# Луговицька сільська рада
| Луговицька сільська рада — колишній орган місцевого самоврядування у Поліському районі Київської області з адміністративним центром у с. Луговики. Історична дата утворення: в 1936 році. Водоймища на території, підпорядкованій даній раді: річка Смолянка. Сільській раді підпорядковані населені пункти: - с. Луговики - с. Зірка |

## Склад ради
Рада складалася з 12 депутатів та голови.

### Керівний склад ради
| ПІБ                          | Основні відомості                                                             | Дата обрання | Дата звільнення |
| ---------------------------- | ----------------------------------------------------------------------------- | ------------ | --------------- |
| Постолюк Анатолій Григорович | Сільський голова, 1949 року народження, освіта, безпартійний                  | 26.03.2006   | 27.02.2009      |
| Царенок Віктор Миколайович   | Сільський голова, 1974 року народження, освіта, член партії Єдиний Центр      | 02.08.2009   | 31.10.2010      |
| Царенок Віктор Миколайович   | Сільський голова, 1974 року народження, освіта вища, член партії Єдиний Центр | 31.10.2010   |                 |
| Білько Василь Васильович     | Сільський голова, 1980 року народження, освіта вища, безпартійний             | 26.10.2015   |                 |

Примітка: таблиця складена за даними джерела